# St. Nikolaus von Flüe (Niedergailbach)

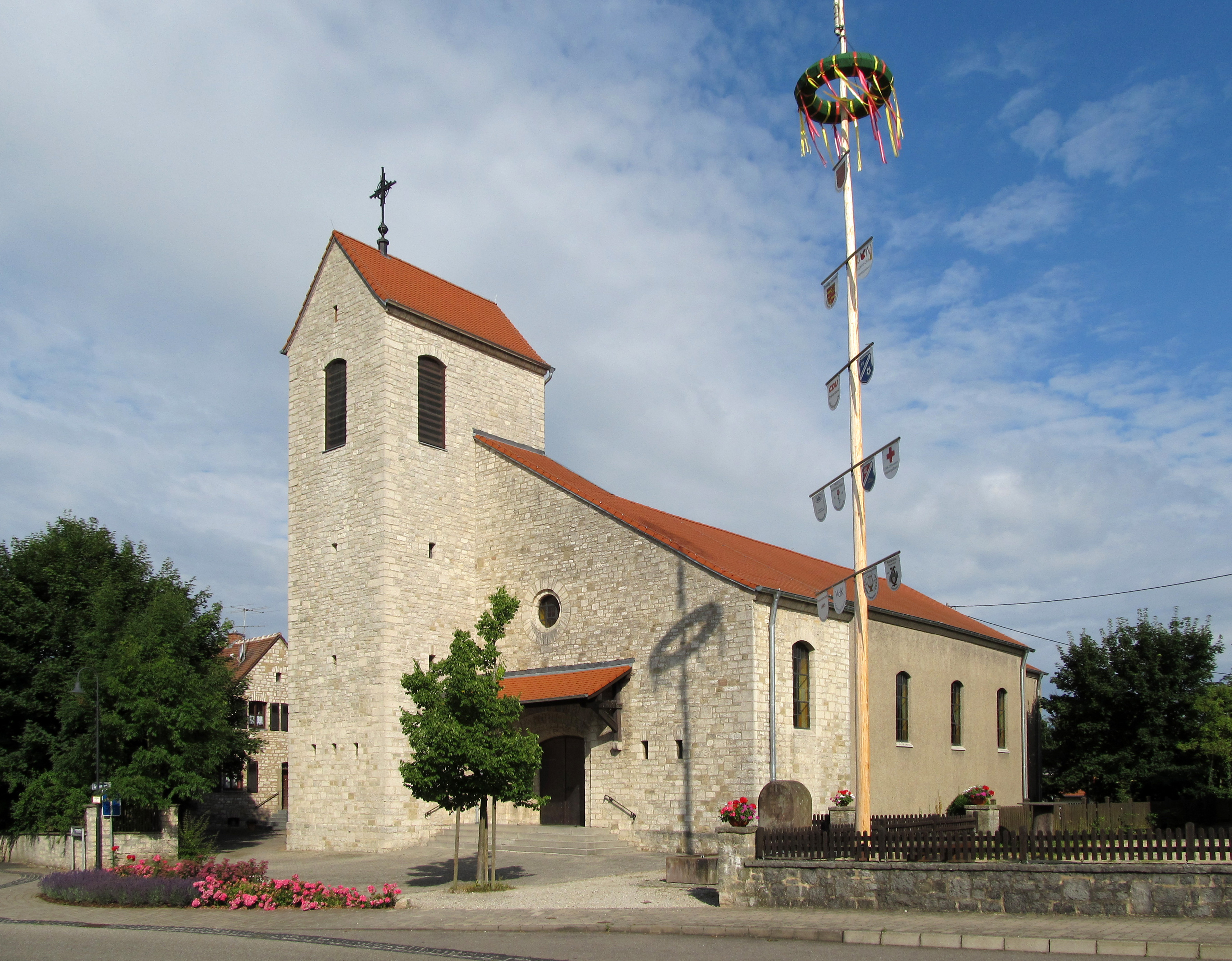
Die Pfarrkirche St. Nikolaus von Flüe in Niedergailbach

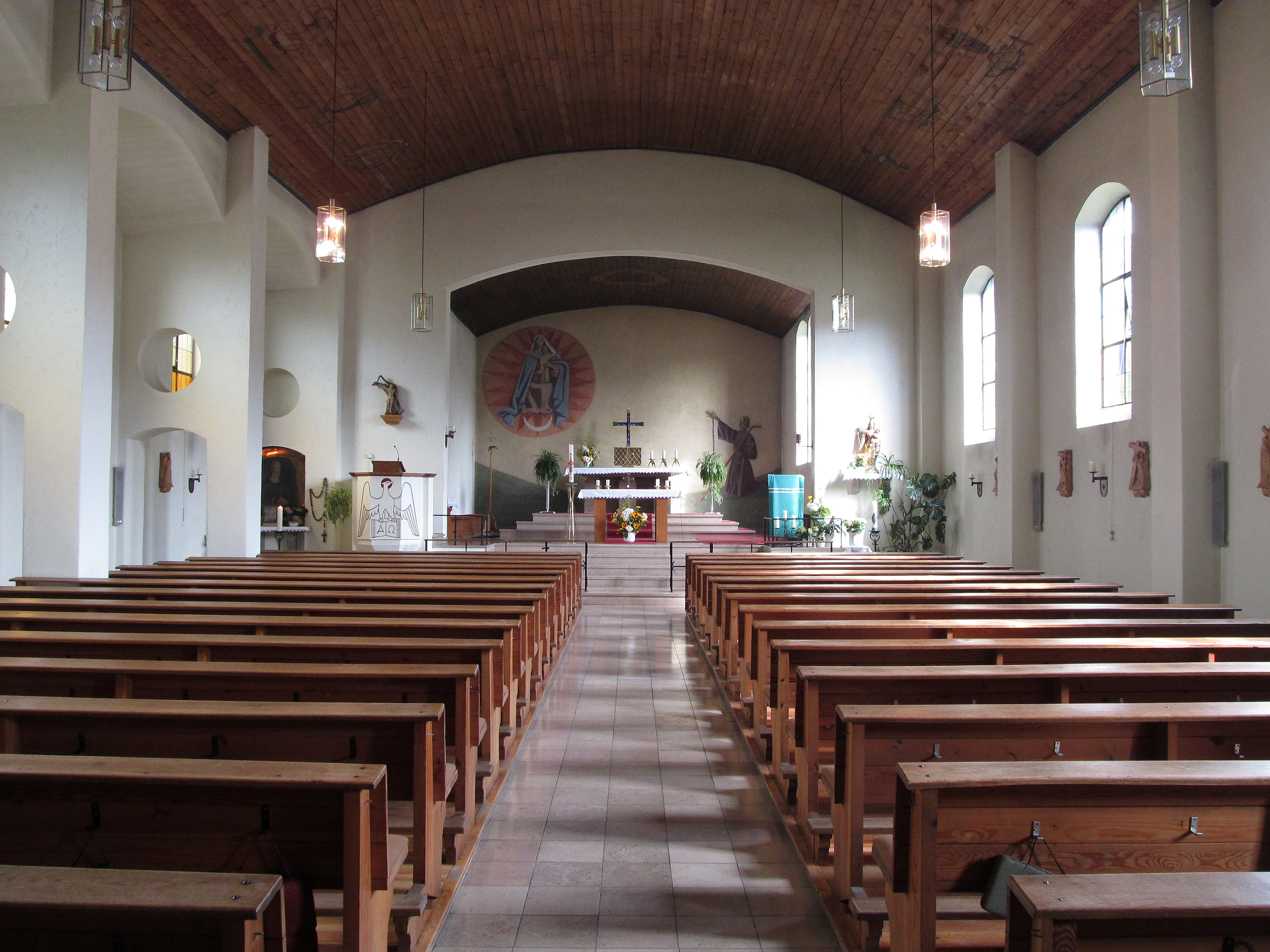
Blick ins Innere der Kirche

Die Kirche St. Nikolaus von Flüe oder Bruder-Klaus-Kirche ist eine katholische Pfarrkirche in Niedergailbach, einem Ortsteil der Gemeinde Gersheim. Kirchenpatron ist der Schweizer Friedensheilige Nikolaus von Flüe.

## Geschichte
1320 fand die Kirche von Niedergailbach erstmals Erwähnung. 1721 erfolgte der Bau eines neuen, dem heiligen Hubertus geweihten Gotteshauses. 1829/30 wurde die Kirche erweitert, im Zweiten Weltkrieg aber zerstört. Am 17. Mai 1953 fand die Grundsteinlegung des heutigen, nach Plänen des Architekten Wilhelm Schulte jun. errichteten Kirchengebäudes statt. Als Baumaterial diente heimischer Kalkstein. Die Einweihung nahm am 28. August 1954 der damalige Speyrer Bischof Isidor Markus Emanuel vor.

## Ausstattung
1954 schuf der Maler und Schriftsteller Richard Seewald (München) im Chorraum ein Wandbild des Kirchenpatrons und Deckenmalereien. Zur Ausstattung gehört auch eine Marienfigur aus dem 18. oder angehenden 19. Jahrhundert, die in der Denkmalliste des Saarlandes als Einzeldenkmal erscheint.

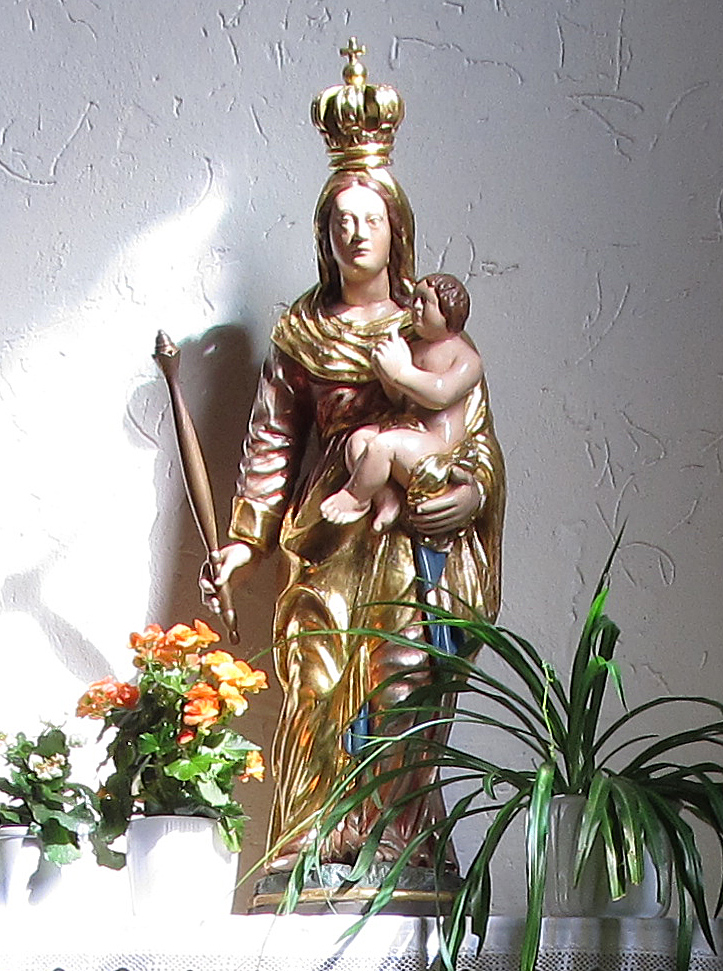
Marienfigur, 18. Jh./1. Viertel 19. Jh.
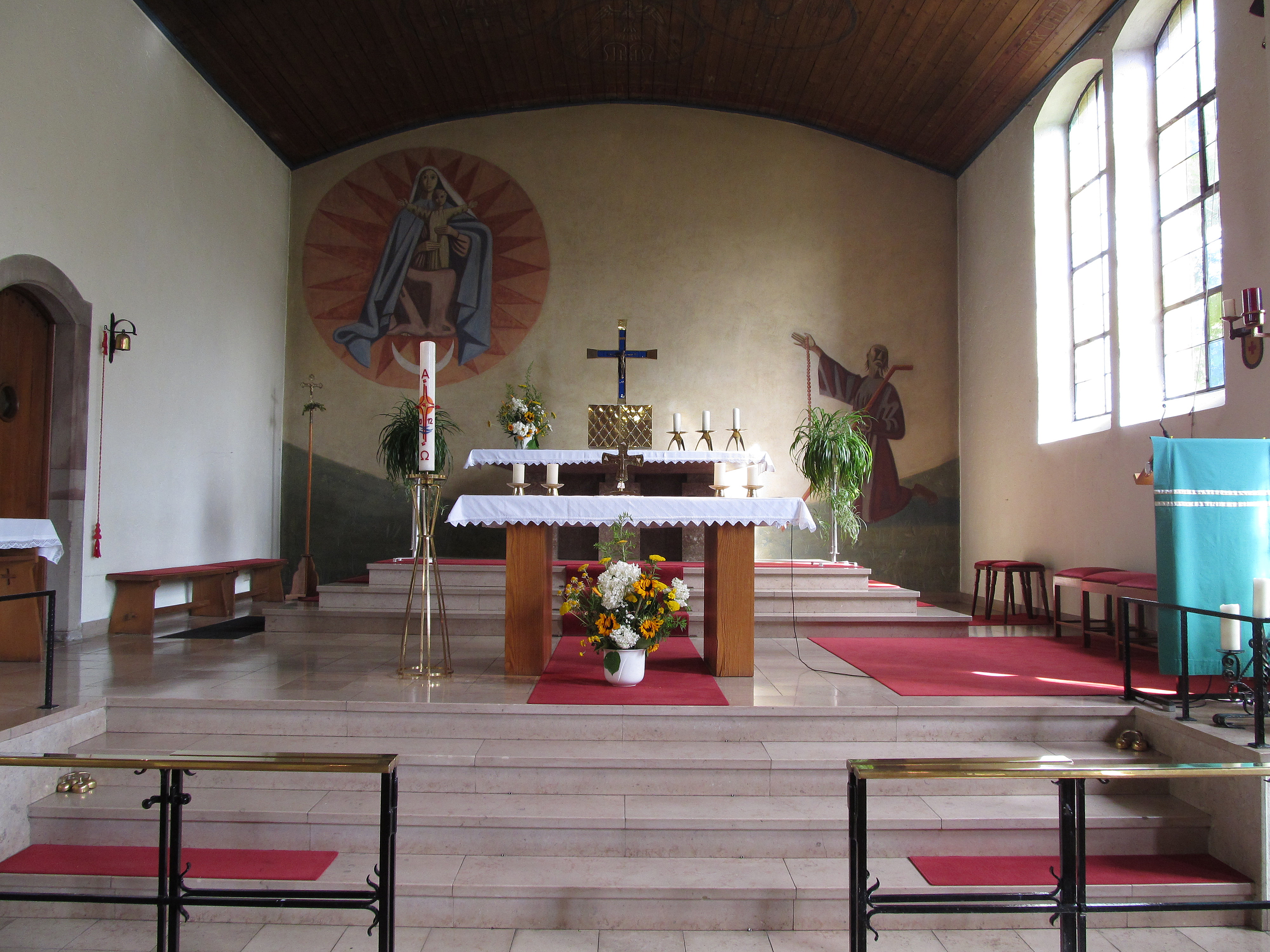
Altarraum mit Wandmalereien

## Orgel

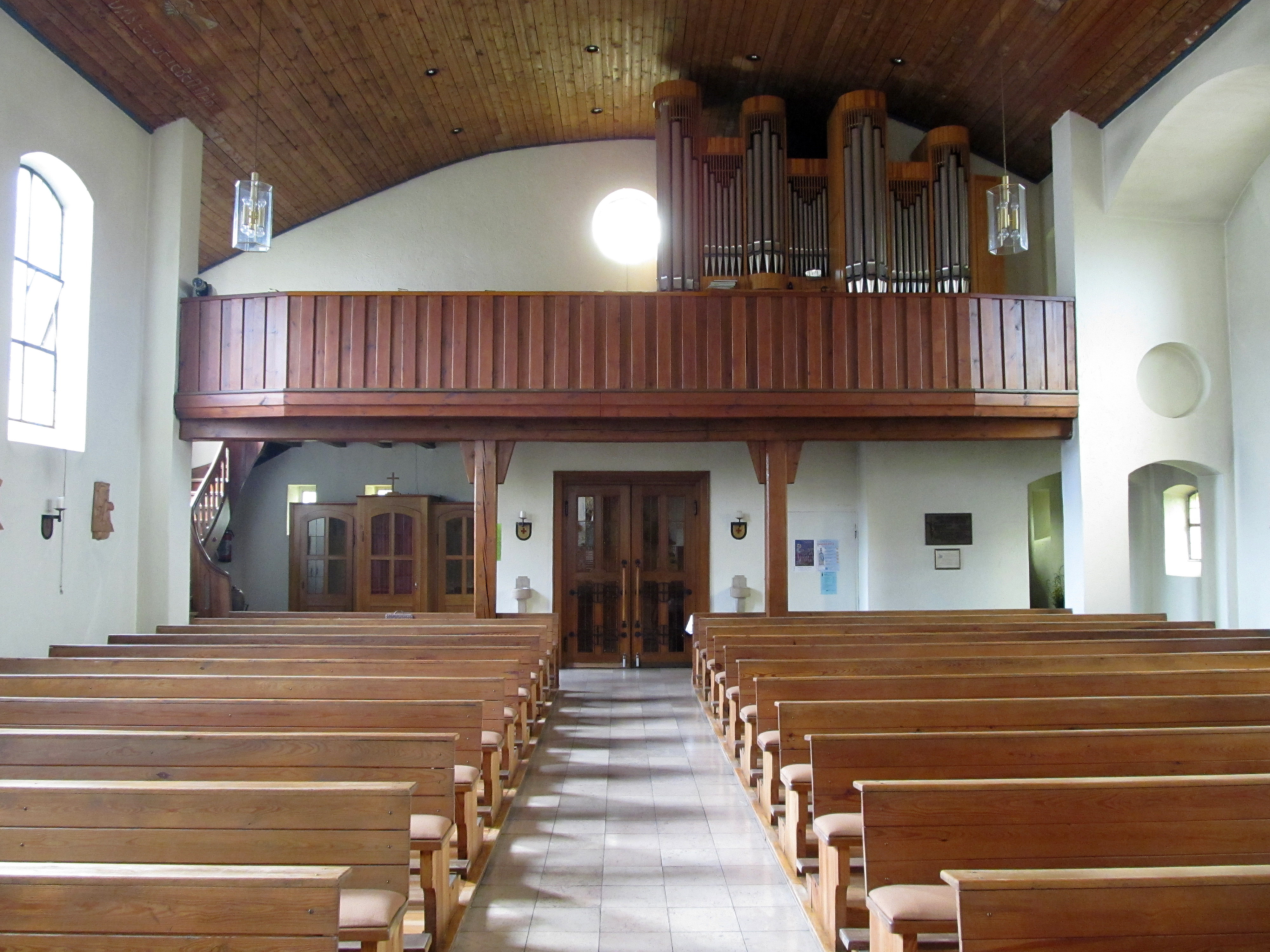
Blick vom Altarraum in Richtung Orgelempore

Die Orgel wurde 1991 von der Firma Hugo Mayer Orgelbau (Heusweiler) gebaut. Das Schleifladen-Instrument, das auf der Empore steht und einen eingebauten Spielschrank besitzt, verfügt über 16 Register, verteilt auf 2 Manuale und Pedal. Mehrere ältere Register (Holzflöte 8′, Sifflet 2′, Salicional 8′, Vox coelestis 8′ und Subbaß 16′) stammen wohl aus einer in den 1960er Jahren gebraucht aufgestellten Vorgängerorgel. Die Spiel- und Registertraktur ist mechanisch, und die Disposition lautet wie folgt:
| I Hauptwerk C–g3 |                   |       |
| 1.               | Principal         | 8′    |
| 2.               | Holzflöte         | 8′    |
| 3.               | Octave            | 4′    |
| 4.               | Sifflet           | 2′    |
|                  | Quinte (Vorabzug) | 1 ⁄3′ |
| 5.               | Mixtur IV         | 1 ⁄3′ |
| 6.               | Trompete          | 8′    |

| II Schwellwerk C–g3 |               |       |
| 7.                  | Gedackt       | 8′    |
| 8.                  | Salicional    | 8′    |
| 9.                  | Vox coelestis | 8′    |
| 10.                 | Blockflöte    | 4′    |
| 11.                 | Nazard        | 2/3′  |
| 12.                 | Doublette     | 2′    |
| 13.                 | Terz          | 13/5′ |
| 14.                 | Clarinette    | 8′    |
|                     | Tremulant     |       |

| Pedal C–f1 |                      |     |
| 15.        | Subbaß               | 16′ |
| 16.        | Octave               | 8′  |
|            | Holzflöte (Transm.)  | 8′  |
|            | Choralbass (Transm.) | 4′  |
|            | Trompete (Transm.)   | 8′  |

- Koppeln: II/I, I/P, II/P